# Caledopsyche phallaina
Caledopsyche phallaina là một loài Trichoptera trong họ Hydropsychidae. Chúng phân bố ở miền Australasia.